# Майорский, Борис Григорьевич
Бори́с Григо́рьевич Майо́рский (род. 19 мая 1937) —  российский дипломат. Чрезвычайный и полномочный посол (1991).

## Биография
Окончил МГИМО МИД СССР (1961). На дипломатической работе с 1961 года. Владеет английским, французским и испанским языками.
- До 1992 года — начальник Управления международного научно-технического сотрудничества МИД СССР, затем России.
- С 1 сентября 1992 по 21 июля 1998 года — чрезвычайный и полномочный посол России в Кении и постоянный представитель при международных организациях в Найроби по совместительству[1][2].
- В 1998—1999 годах — посол по особым поручениям МИД России.
- С 20 октября 1999 по 30 апреля 2002 года — чрезвычайный и полномочный посол России в Испании и Андорре по совместительству[3][4].

## Дипломатический ранг
- Чрезвычайный и полномочный посол (18 февраля 1991)[5].

## Награды
- Орден «За заслуги перед Отечеством» IV степени (22 ноября 1999) — За большой личный вклад в политическое урегулирование кризиса вокруг Косово и активное участие в проведении линии Российской Федерации на Балканах[6].

## Семья
Женат, имеет двух дочерей.